# Franz Martin Katterbauer
Franz Martin Katterbauer (tschechisch: Frantíšek Martín Katterbauer; † 1730 in Kuttenberg, Böhmen) war ein böhmischer Bildhauer und Holzschnitzer des Barocks.

## Leben
Franz Martin Katterbauers Geburtsdatum und -ort sind nicht bekannt. Er wurde erstmals 1702 erwähnt, als die Allerheiligen-Friedhofskapelle in Kuttenberg umgebaut und neu ausgestattet wurde. Auch für andere Kuttenberger Kirchen schuf er Schnitzarbeiten. Sein bekanntestes Werk dürfte der Altar für die Pfarrkirche des hl. Ägidius (Kostel sv. Jiljí) in Nymburk sein. Für das unweit gelegene Sadská schuf er 1722 eine Marienstatue. Die 1724 oder 1742 entstandene Statue der Maria Immaculata in Červené Pečky bei  Kolín wird ihm oder seinem Sohn Bernhard Anton Katterbauer zugeschrieben.
Nach Vorwürfen, er halte die allgemeinen Zunftregeln nicht ein, wurde er 1706 von den Ältesten der Schnitzer- und Malerei-Zunft zur Ordnung gerufen. 1710 kam es auch zu Zwistigkeiten mit seinem Schüler und Gesellen Johann Paul Czechpauer sowie dem Bildhauer Franz Forstner d. Ä. (Frantíšek Forstner st.)